# 汤姆·洛克伊尔
托马斯·阿伦·洛克伊尔（英語：Thomas Alun Lockyer，1994年12月3日—），威尔士男子足球运动员，场上位置是后卫。他曾代表威尔士代表队参加2022年国际足联世界杯，结果队伍止步小组赛阶段。
2023年12月16日，他在代表盧頓對陣伯恩茅斯的比賽中於第65分鐘心臟驟停，兩隊隨即協議暫停比賽

## 榮譽
布里斯托流浪
- 英格蘭足球全國聯賽 (第一級)附加賽冠軍 : 2015[6]
- 英格蘭足球乙級聯賽季軍 : 2015-16[7]

盧頓
- 英格蘭足球冠軍聯賽附加賽冠軍 : 2023[8]

## 外部連結
- Profile （页面存档备份，存于） at the Luton Town F.C. website